# Segersäng
Segersäng is een plaats in de gemeente Nynäshamn in het landschap Södermanland en de provincie Stockholms län in Zweden. De plaats heeft 192 inwoners (2005) en een oppervlakte van 38 hectare.

## Verkeer en vervoer
Bij de plaats loopt de Riksväg 73.
De plaats heeft een station aan de spoorlijn Älvsjö - Nynäshamn.